# Mike Braun
Michael Braun, född 24 mars 1954 i Jasper, Indiana är en amerikansk affärsman och republikansk politiker. Han var ledamot av USA:s senat från Indiana från januari 2019 till januari 2025. 
I mellanårsvalet 2018 besegrade Braun demokraten Joe Donnelly för en plats i USA:s senat. Han besegrade Donnelly med 52 procent av rösterna mot Donnellys 44 procent.
Braun kandiderar som guvernör i Indiana år 2024. Han meddelade sin kandidatur den 12 december 2022.
Braun har sagt, "Att bygga muren måste vara det första steget till någon lösning" om illegal invandring.
Braun är emot abort. När Braun blev frågad om hans syn på legaliseringen av samkönat äktenskap, sa Braun: "Jag tror på traditionellt äktenskap."
Braun och hans maka Maureen har fyra barn. Han är katolik.